# Hiéroglyphe égyptien D6
Le hiéroglyphe égyptien D5 (œil cils supérieurs fardés) est classifié dans la section D « Parties du corps humain » de la liste de Gardiner ; il y est noté D6.

## Représentation
Il représente un œil humain, les cils supérieurs retouchés au fard.

## Utilisation
| D5 |

| D5 |

C'est donc un déterminatif des actions de l'œil ou de sa condition.
Il ne doit pas être confondu avec :
| D4 |

| D4 |

| D5 |

| D5 |

| D7 |

| D7 |

| D9 |

| D9 |

## Exemples de mots
| G25 | x · t | D6 |

| G25 | x · t | D6 |

| b | X · n | D6 · O39 |

| b | X · n | D6 · O39 |

| p · t · r | D6 |

| p · t · r | D6 |